# Punan (socken i Kina, lat 33,70, long 119,53)
Punan (kinesiska: 蒲南, 蒲南乡) är en socken i Kina. Den ligger i provinsen Jiangsu, i den östra delen av landet, omkring 190 kilometer norr om provinshuvudstaden Nanjing.
Genomsnittlig årsnederbörd är 1 005 millimeter. Den regnigaste månaden är juli, med i genomsnitt 252 mm nederbörd, och den torraste är december, med 20 mm nederbörd.